# Álex Suárez Suárez
José Alexander "Álex" Suárez Suárez (nascut el 18 de març de 1993) és un futbolista professional espanyol que juga a la  UD Las Palmas. Principalment defensa central, també pot jugar com a lateral dret.

## Carrera
Nascut a Las Palmas, Canàries, Suárez va acabar la seva formació amb la UD Las Palmas. L'any 2013 es va incorporar a l'Acodetti CF a les lligues autonòmiques, i va debutar amb el sènior durant la campanya.
El 2014, Suárez es va traslladar a Tercera Divisió de la UD Villa de Santa Brígida, sent utilitzat habitualment durant la seva etapa al club. L'agost de 2016 va tornar al seu antic club Las Palmas, sent destinat a les reserves també a la quarta divisió.
El 18 de juliol de 2017, després d'aconseguir l'ascens a Segona Divisió B amb els Amarillos, Suárez va renovar el seu contracte, i posteriorment va esdevenir capità de l'equip. El 28 de juny de 2019 va ascendir definitivament a la plantilla del primer equip de Segona Divisió, després d'acordar un nou contracte de dos anys.
Suárez va fer el seu debut com a professional als 26 anys el 27 de setembre de 2019, substituint Slavoljub Srnić en una victòria a casa per 3-2 davant l'Albacete Balompié. Es va convertir en titular habitual la temporada 2020-21 i va marcar el seu primer gol com a professional el 31 d'octubre de 2020, en una derrota a casa per 2-1 contra el Real Oviedo.
Després de ser utilitzat poques vegades a la campanya 2021-22, Suárez va ser convertit en lateral dret pel tècnic Francesc García Pimienta abans de la temporada 2022-23.

## Vida personal
L'oncle de Suárez, Alexis, també va ser futbolista i defensa central. També preparat a Las Palmas, va passar la major part de la seva carrera representant al CD Tenerife i al Levante UD.

## Palmarès
Villa Santa Brígida
- Tercera Divisió: 2015–16